# Macro-Tucanoanski jezici
Macro-Tucanoan, velika porodica indijanskih jezika i plemena u tropskim područjima Južne Amerike. Predstavnici ove Velike porodice su: Charles A. Zisa (1970): auaqué, calianan, canichanan, catuquinan, móviman, muniche, puinavean, tucanoan, tucunan i yurian.
-Jezici auaque ili auake i caliana ili sape klasificiraju se danas porodici Arutani-Sape.
Joseph H. Greenberg (1987) povezuje je s ekvatorijalnim jezicim u širu porodicu ekvatorijalno-tukanoanskih jezika. Dijeli je na auixiri, canichana, capixana, catuquinan, gamella, huari, iranshe,kaliana-maku (s kaliana, maku, auake), koaia, mobima, muniche, nambikwaran, natu, pankararu, puinave, shukuru, ticuna-yuri (s Ticuna, Tucano, Yuri), uman,:

## Vanjske poveznice
- Macro-Tucanoano
- Macro-Tucanoan (Greenberg)[neaktivna poveznica]